# Steven Gray (cestista)
Steven Gray (Port Hadlock-Irondale, 8 aprile 1989) è un cestista statunitense.

## Palmarès
- Coppa di Bosnia ed Erzegovina: 1

Igokea: 2021